# Rinaldo (opera)
A Rinaldo Georg Friedrich Händel 1711-ben írt, háromfelvonásos operája, amelynek olasz nyelvű szövegkönyvét Torquato Tasso nyomán Giacomo Rossi írta. Az operát 1711-ben mutatták be Londonban. A zeneszerző az operát 1717-ben és 1731-ben átdolgozta.

## A mű keletkezése
A Rinaldo Händel első Londonban bemutatott operája. A zeneszerző 1710 végén érkezett először Angliába Hannoverből, egy meghívásra. A Queen’s Theatre igazgatója, Aaron Hill egy olyan olasz operát kívánt bemutatni, amit kifejezetten London számára írtak. Ráadásul ki akarta használni a színház korszerű színpadi gépezetét, hogy látványos színpadi megoldásokkal egészíthesse ki a virtuóz olasz énekművészetet. Megbízta Giacomo Rossi olasz költőt és nyelvtanárt, hogy Torquato Tasso, a 16. század második felében született, A megszabadított Jeruzsálem című eposza alapján írjon szövegkönyvet, Rinaldo címmel. A komponálással Händelt bízta meg, aki – a források szerint rendkívül rövid idő alatt, állítólag mindössze tizennégy nap alatt – készült el az opera zenéjével. Igaz, korábbi műveiből is felhasznált több részt. Például Almirena Bel piacere e godere és Argante Basta che sol tu chieda áriáját az Agrippinából, a Sibillar gli angui d'Aletto az Aci, Galatea e Polifemo című drámai kantátájából, vagy Almirena Lascia ch’io pianga áriája az Il trionfo del tempo e del disinganno oratóriumból való. Források szerint az áriák mintegy kétharmadát kölcsönözte korábbi műveiből.
A történet az első keresztes háború idején játszódik, a történelmi eseményekbe ágyazva egy szerelemi történetet, amelynek nem történelmi szereplői (Rinaldo, Almirena, Argante, Armida) Tasso eposzából származnak.

## Szereplők
| Szereplő                                            | Hangfekvés                                                               |
| --------------------------------------------------- | ------------------------------------------------------------------------ |
| Goffredo (Bouillon Gottfried), a keresztesek vezére | kontraalt, az 1731-es átdolgozásban tenor lett                           |
| Rinaldo, nemes ifjú, keresztény harcos              | alt (eredetileg alt kasztrált)                                           |
| Almirena, Goffredo lánya                            | szoprán                                                                  |
| Argante, Jeruzsálem királya                         | basszus, 1731-ben kontraalt lett, ma basszusok éneklik                   |
| Armida, Damaszkusz királynője, Argante szerelme     | szoprán, 1731-ben kontraalt lett, ma szopránok éneklik                   |
| Keresztény varázsló                                 | basszus, 1731-ig kasztrált alt                                           |
| Hírnök                                              | tenor                                                                    |
| Két sellő                                           | szoprán                                                                  |
| Egy asszony                                         | szoprán                                                                  |
| Eustazio, Goffredo bátyja                           | alt (eredetileg alt kasztrált), az 1717-es átdolgozásban megszűnt szerep |
| Sellők, szellemek, tündérek, tisztek, őrök, kísérők |                                                                          |

- Helyszín: Jeruzsálem és környéke.
- Időpont: 1099.

## Cselekmény

### Első felvonás
Goffredo a keresztény seregével körbevette és ostromolja Jeruzsálemet, amit a szaracén király, Argante ural. Goffredo ígéretet tesz Rinaldónak, az ifjú lovagnak, hogy amennyiben sikerül bevenni a várost, elnyerheti Almirena, Goffredo lányának a kezét. Erre Almirena győzelmet hozó bátor harcra kéri Rinaldót. Egy hírnök Armida érkezését jelzi, és a megbeszélésen Argante háromnapos fegyverszünetet kér Goffredótól, amibe az beleegyezik. Ekkor tüzes szekéren alászáll az égből Damaszkusz királynője, a boszorkány Armida. Armida Argante szerelme, és azért jött, hogy elmondja a királynak, csak akkor van esélyük az ostrom visszaverésére, ha elpusztítják Rinaldót. Almiréna és Rinaldo szerelmet vallanak egymásnak, ekkor lép közbe Armida, aki elragadja Almirénát. A kétségbeesett lovagra Goffredo és Eustazio talál rá. Lánya eltűnése miatt Goffredo és testvére, Eustazio elhatározza, hogy egy keresztény varázsló segítségét kéri.

### Második felvonás
Goffredo, Eustazio és Rinaldo a tengerparton bolyongva keresik a varázslót, amikor egy Almirena képében megjelenő szellem Rinaldót egy hajóra akarja csábítani, ebben két sellő is segíti. Némi habozás után Rinaldo felmegy a hajóra, pedig a vezér is vissza akarja tartani. Most már Armida palotájában vagyunk, ahol Almirena szomorkodik fogsága miatt. Érkezik Argante, és szerelmet vall Almirénának, de a lány visszautasítja közeledését. A kelepcébe csalt Rinaldónak viszont Armida bizonygatja az iránta felébredő szerelmét, de ő is visszautasításra talál. Armida azonban Almirena alakjában is szerencsét próbál, ám így sem jár sikerrel. Armida még Almirena alakjában összefut Argantével, aki szerelmét bizonygatja Almirena iránt. Armida éktelen dühre gerjed, és amikor saját alakjában jelenik meg, Argante neki is megismétli Almirena iránti szerelmét, és kijelenti, már nincs szüksége Armida segítségére. Armida bosszút esküdve dühösen távozik.

### Harmadik felvonás
Goffredo és Eustazio Armida vára alá érkezik, és a hegy lábánál rátalálnak a keresett varázslóra, aki elmondja nekik, hogy a keresett Almirena és Rinaldo a boszorkány fogságában van. A két férfi elindul, de a királynő-boszorkány szörnyei visszaűzik őket. A varázsló védelmet adó két varázspálcát ad át nekik, amikkel újra elindulnak, és sikerrel elérik a vár kapuját. A palota kertjében a háborgó Armida éppen le akarja szúrni Almirenát, de Rinaldo közbelép, ráadásul megérkezik Goffredo és Eustazio is. A két férfi a varázspálcáikkal sivataggá változtatják Armida kertjét, és a királynő eltűnik. A jelenlévők ünneplik megmenekülésüket, és Goffrido bejelenti, másnap újrakezdi az ostromot. Jeruzsálemben Argante is összehívja a hadvezéreit, és a közös ellenség fenyegetése ismét kibékíti Armidával. Az újrainduló ostrom során a keresztény seregek győznek, Rinaldo elfogja Argantét, és Armida is fogságba esik. Almirena és Rinaldo a közös boldogságukat ünneplik, Goffredo megbocsát a fogságba esett Arganténak és Armidának, akik – belátva tévelygésüket – felveszik a kereszténységet.

## A mű színpadra állítása

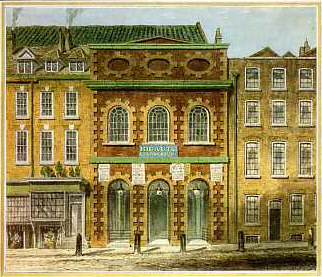
A King's Theatre a Haymarketen

A londoni közönség fokozott várakozással fogadta Händel operájának bemutatóját, amely figyelmet az a hír is fokozta, miszerint a zeneszerző tizennégy nap alatt komponálta meg a művét. A kellő felhajtással kísért bemutatót a Haymarketen lévő Queen’s Theatre-ben tartották meg 1711. február 24-én, Aaron Hill rendezésében. Az előadáson valószínűleg Händel vezényelt. A nézők nem csalatkoztak várakozásukban, a fogadtatás szinte hisztérikus volt, a siker minden képzeletet felülmúlt. A rendező a színház vadonatúj színpadi gépezetének minden trükkjét felhasználta, így az előadás olasz énekeseinek virtuozitását az extravagáns pompa látványvilágában élvezhették a jelenlévők. Például abban a kerti jelenetben, mikor Rinaldo és Almirena duettjét énekesmadarak kísérik, Händel repülést imitáló fuvolamuzsikája közepette élő gerléket röptettek a színpadra. Az 1711. március 6-án megjelent The Spectator ezt írta a bemutatóról: „A Rinaldo tele van mennydörgéssel és villámlással, fénnyel és tűzijátékkal”.
A bemutató előadás énekesei: Francesca Vanini-Boschi (Goffredo), Nicolo Grimaldi (Rinaldo), Isabella Girardeau (Almirena), Giuseppe Boschi (Argenta), Elisabetta Pilotti-Schiavonetti (Armida), Giuseppe Cassani (varázsló).
Az opera sorozatban tizenkét előadást ért meg, azért csak ennyit, mert kilenc nappal a bemutató után az illetékes hivatal visszavonta Hill engedélyét. Ezt követően 1716–17 között még 47-szer játszották a Queen’s Theatre-ben. Bizonytalan források szerint az operát 1711 márciusában vagy áprilisában bemutatták Dublinban is. Az viszont biztos, hogy 1715 novemberében Hamburgban játszották német nyelvű változatát, Barthold Feind fordításában. 1718-ban Nápolyban is bemutatták a királyi udvarban, ahol a londoni bemutató részese, Nicolo Grimaldi („Nicolini”) énekelte a címszerepet.

## A zenéről
Az operát Händel 1717-ben és 1731-ben is átdolgozta, a mai előadások általában a különböző verziókból egyaránt merítenek.
A Rinaldo jellemrajzai nem igazán erőteljesek, és az áriák sem a szereplők egyéniségét emelik ki, de még a cselekmény előre vitelében sem játszanak komoly szerepet, annál inkább egy hangulatot vagy érzelmet ragadnak meg, mindezt elképesztő erővel, és tökéletes dallamokat alkotva. Maga Händel azt írta ezekről, hogy „az örökkévalóság megnyilatkozásaként” kell értelmezni. Charles Burney zenetörténész 1785-ben kiadott átfogó munkája szerint az első felvonásbeli, Rinaldo által énekelt Cara sposa, amante cara „messze a legszenvedélyesebb, egyszersmind leggazdagabb kíséretű ária, amely a korabeli Angliában felcsendült”. Hasonlóan gyönyörű – többek között – Almirena második felvonásbeli Lascia ch’io pianga áriája, Armida Dunque i lacci d’un volto recitativója és Vo’ far guerra, e vincer voglio áriája (mindkettő a második felvonásban), vagy a keresztények indulója a harmadik felvonásban.
Az opera teljes kézirata nem ismert, csak részletek maradtak fenn. Az eredeti, 1711-es változat mintegy háromnegyedét a londoni Royal Music Library és a cambridge-i Fitzwilliam Museum őrzi. A Queen's Theatre első előadásai idején a John Walsh kiadó nyomtatásban megjelentette az opera áriáit, de a nyitány kivételével a zenekari részeket és a recitativókat kihagyta. 1711 júniusában kiadott egy teljesebb változatot, amiben már a zenekari részeket is szerepeltette. A librettót már az 1711-es bemutatóra megjelentették, olaszul és Hill angol fordításával. 1715-ben, a hamburgi bemutató alkalmából kiadták a librettó német nyelvű változatát, Barthold Feind fordításában.

## Az opera áriái és más számai
Az alább felsorolt zenei számok az 1711-es librettó szerint, valamint az 1717-es és az 1731-es átdolgozások alapján szerepelnek, a kisebb módosítások nem jelennek meg. A két átdolgozás során született új számok külön vannak felsorolva.

### Az 1717-es változat és későbbi módosításai
| Első felvonás - Sinfonia (nyitány) - Sovra balze scoscesi e pungenti (Goffredo) - Combatti da forte (Almirena) 1731-ben kicserélve a Quel cor che mi donasti áriára. - Ogni indugio d’un amante (Rinaldo) - Sulla ruota di fortuna (Eustazio) 1717-ben kihagyta Händel, 1731-ben – módosítva – Argante áriája lett. - Sibillar gli angui d’Aletto (Argante) 1717-ben kicserélve a Sorte amor vuol che quest'almára, majd 1731-ben kihagyva. - No, no, che quest’alma (Goffredo) 1731-ben kicserélve a D’instabile fortuna áriára. - Vieni o cara, a consolarmi (Argante) 1731-ben kicserélve az átdolgozott Sulla ruota di fortunára. - Furie terribili! (Armida) - Molto voglio, molto spero (Armida) 1731-ben kicserélve a módosított Combatti da forte áriára. - Augelletti, che cantate (Almirena) - Scherzano sul tuo volto (Almirena és Rinaldo) - Sinfonia - Cara sposa, amante cara (Rinaldo) - Cor ingrato, ti rammembri (Rinaldo) - Col valor, colla virtù (Eustazio) 1717-ben kihagyva. - Venti, turbini, prestate (Rinaldo) | Második felvonás - Siam prossimi al porto (Eustazio) 1717-ben kihagyva, 1731-ben – részben átdolgozva – Goffredo áriája lett. - Il vostro maggio (szirének) - Il tricerbero umiliato (Rinaldo) - Mio cor, che mi sai dir? (Goffredo) - Lascia ch’io pianga (Almirena) - Basta che sol tu chieda (Argante) 1717-ben kicserélve az Ogni tua bella stillával, 1731-ben pedig a Per salvarti, idolo mióval. - Fermati!/No, crudel! (Armida és Rinaldo) - Abbrugio, avampo e fremo (Rinaldo) - Dunque i lacci d’un volto (Armida) - Ah! crudel, Il pianto mio (Armida) - Vo' far guerra, e vincer voglio (Armida) | Harmadik felvonás - Sinfonia - Andate, o forti (varázsló) 1717-ben kihagyva, 1731-ben – módosítva – visszakerült. - Sorge nel petto (Goffredo) 1717-ben kihagyva. - È un incendio fra due venti (Rinaldo) - Marcia (pogány induló) 1731-ben kihagyva. - Al trionfo del nostro furore (Armida és Argante) 1731-ben – áthelyezve – Goffredo és Almirena énekelte. - Bel piacere e godere (Almirena) - Di Sion nell'alta sede (Eustazio) 1717-ben Goffredo, 1731-ben Argante énekelte. - Marcia (keresztény induló) 1731-ben kihagyva. - Or la tromba in suon festante (Rinaldo) 1731-ben kihagyva. - Battaglia (csata) 1731-ben kihagyva. - Solo dal brando (Goffredo) 1731-ben kihagyva. - Vinto è sol della virtù (kórus) |

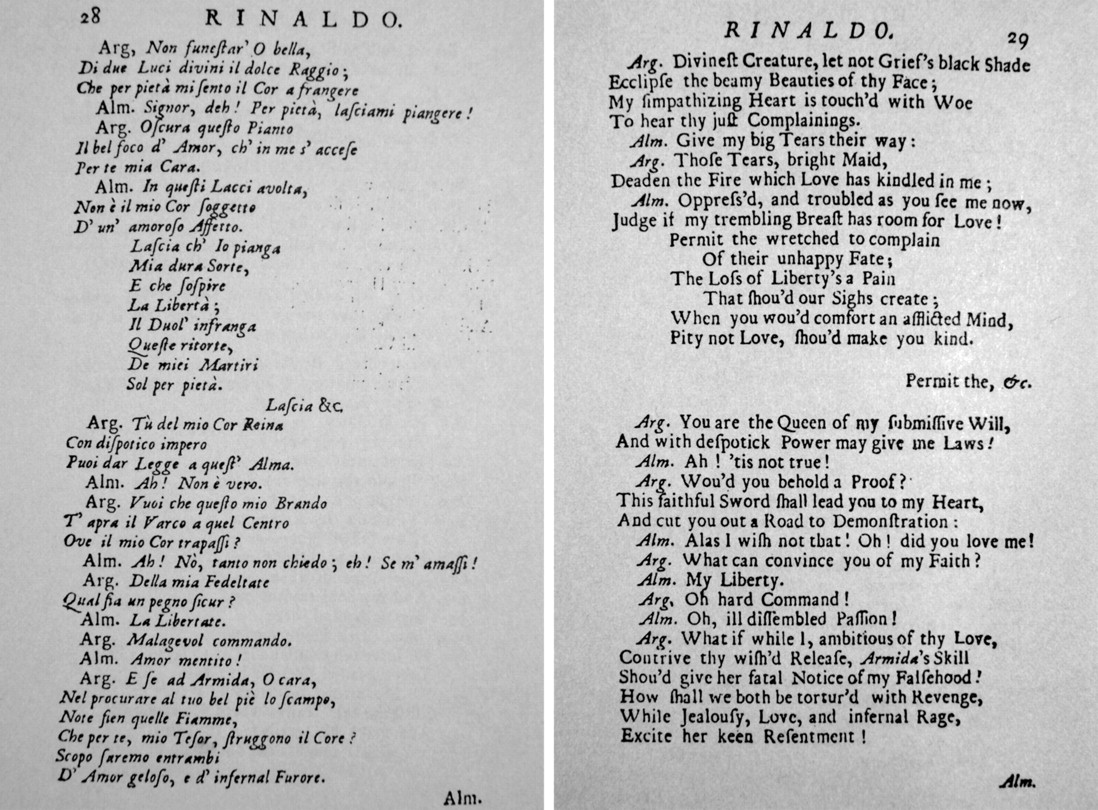
Az 1711-es librettó részlete, bal oldalon olasz, jobb oldalon angol nyelven

### Az 1717-es kiegészítések
- 1. felvonás: Sorte amor vuol che quest’alma (Argante)
- 2. felvonás: Veni, O caro, che senza il suo core (Almira)
- 2. felvonás: Ogni tua bella stilla (Argante)
- 3. felvonás: Pregio è sol d’un alma forte (Argante)
1731-ben kihagyva.
- 3. felvonás: Si t’amo (Almirena)

### Az 1731-es kiegészítések
- 1. felvonás: Quel cor che mi donasti (Almirena)
- 1. felvonás: D'instabile fortuna (Goffredo)
- 2. felvonás: Arma lo sguardo (Armida)
- 2. felvonás: Per salvarti, idolo mio (Argante)
- 3. felvonás: Orrori menzogneri (Rinaldo)

## Hangfelvételek
- Rinaldo – Carolyn Watkinson, Almirena – Ileana Cotrubaş, Goffredo – Paul Esswood, Armida – Jeanette Scovotti, Argante – Ulrik Cold. Közreműködik: La Grande Écurie et la Chambre du Roy, vezényel: Jean-Claude Malgoire. A felvétel ideje: 1977. Kiadó: Sony B002VRNK16, 3 CD.
- Rinaldo – David Daniels, Almirena – Cecilia Bartoli, Goffredo – Bernarda Fink, Armida – Luba Orgonášová, Argante – Gerald Finley. Közreműködik: Academy of Ancient Music, vezényel: Christopher Hogwood. A felvétel ideje: 1999. Kiadó: Decca 0289 467 0872 9, 3 CD.
- Rinaldo – Kimberly Barber, Almirena – Laura Whalen, Goffredo – Marion Newman, Armida – Barbara Hannigan, Argante – Sean Watson. Közreműködik: Aradia Ensemble, vezényel: Kevin Mallon. A felvétel ideje: 2005. Kiadó: Naxos 8.660165-67, 3 CD.

## Fordítás
- Ez a szócikk részben vagy egészben  a   Rinaldo (opera) című angol Wikipédia-szócikk ezen változatának fordításán alapul.  Az eredeti cikk szerkesztőit annak laptörténete sorolja fel. Ez a jelzés csupán a megfogalmazás eredetét és a szerzői jogokat jelzi, nem szolgál a cikkben szereplő információk forrásmegjelöléseként.